# SN 2005ap
SN2005apは、銀河SDSS J130115.13+274327.5に出現したIc型。SDSS J130115.13+274327.5の中心より西3.5"と北3.4"に位置する。2005年3月3日、ロバート・クインビーによって、SN2006gyと同様にテキサススーパーノバサーチの結果として発見された。
非常にエネルギッシュな超新星であり、それまで最高記録であったSN 2006gyの2倍という最高の光度が報告されている。ただし、SN2006gyの光度は最近まで認められていなかった。爆発は地球から47億光年離れており、肉眼では見えなかった。
SN2005apはSN2006gyよりもピーク時には2倍輝いていたが、数日で暗くなったのに比べ、SN2006gyは数ヶ月の間、非常に明るく輝いていた。SN2005apは、通常のII型超新星より約300倍明るかった。これは、この超新星がクォーク星の形成に関わっているからだと推測されている。